# Список миллиардеров по версии журнала Forbes (2018)
Список людей, состояние которых превышает 1 миллиард долларов на 6 марта 2018 года по версии журнала Forbes (The World's Richest People 2018).
В рейтинге было 2208 миллиардеров, а общее состояние составило 9,1 триллиона долларов, что на 18% больше, чем в 2017 году. Впервые Джефф Безос был включён в список богатейших людей мира из-за роста цен на акции Amazon, что привело к самому большому годовому приросту благосостояния одного человека (35 миллиардов долларов) с тех пор, как Forbes начал вести подсчёты в 1987 году. В США было больше всего миллиардеров в мире — 585, в то время как Китай догонял их с 476 миллиардерами, включая Гонконг, Макао и Тайвань; без учёта этих трёх мест их было 372. Forbes исключил Аль-Валид ибн Талал Аль Сауда и всех остальных саудовских миллиардеров из-за отсутствия точных оценок их состояния в результате арестов в Саудовской Аравии в 2017–2019 годах.

## Первые двадцать миллиардеров
| #   | Имя                                   | Страна  | Состояние, млрд $ | Источник богатства      |
| --- | ------------------------------------- | ------- | ----------------- | ----------------------- |
| 1↑  | Джефф Безос                           | США     | 112               | Amazon                  |
| 2↓  | Билл Гейтс                            | США     | 90                | Microsoft               |
| 3↓  | Уоррен Баффет                         | США     | 84                | Berkshire Hathaway      |
| 4↑  | Бернар Арно и его семья               | Франция | 72                | LVMH                    |
| 5↔  | Марк Цукерберг                        | США     | 71                | Facebook                |
| 6↓  | Амансио Ортега                        | Испания | 70                | Zara                    |
| 7↓  | Карлос Слим и его семья               | Мексика | 67,1              | Телекоммуникации        |
| 8↔  | Чарльз Кох                            | США     | 60                | Koch Industries         |
| 9↔  | Дэвид Кох                             | США     | 60                | Koch Industries         |
| 10↓ | Ларри Эллисон                         | США     | 58,5              | Программное обеспечение |
| 11↓ | Майкл Блумберг                        | США     | 50                | Bloomberg LP            |
| 12↔ | Ларри Пейдж                           | США     | 48,8              | Google LLC              |
| 13↔ | Сергей Брин                           | США     | 47,5              | Google LLC              |
| 14↑ | Джим Уолтон                           | США     | 46,4              | Walmart                 |
| 15↔ | Робсон Уолтон                         | США     | 46,2              | Walmart                 |
| 16↑ | Элис Уолтон                           | США     | 46                | Walmart                 |
| 17↑ | Ма Хуатэн                             | Китай   | 45,3              | СМИ                     |
| 18↑ | Франсуаза Беттанкур Майерс и её семья | Франция | 42,2              | L'Oreal                 |
| 19↑ | Мукеш Амбани                          | Индия   | 40,1              | нефтехимия, нефть и газ |
| 20↑ | Джек Ма                               | Китай   | 39                | Электронная коммерция   |